# 스털링 수
조합론에서 스털링 수(Stirling數, 영어: Stirling number)는 조합론에서 자주 등장하는 두 종의 정수열이다.

## 정의

### 제1종 스털링 수

2개의 순환을 갖는, 4개의 원소의 순열은 총 11개가 있다. 따라서 이다.

부호 없는 제1종 스털링 수(영어: unsigned Stirling numbers of the first kind)는 다음과 같다.
{\displaystyle x(x-1)(x-2)\cdots (x-n+1)=\sum _{m=0}^{n}(-1)^{n-m}\left[{n \atop m}\right]x^{m}}
부호 없는 제1종 스털링 수는 {\displaystyle c(n,m)}으로 쓰기도 한다. 대괄호를 쓰는 표기는 도널드 커누스가 도입하였다. 부호 없는 제1종 스털링 수는 n개의 원소의 순열 가운데, 정확히 m개의 순환(cycle)들로 구성된 순열들의 수이다. (이 경우, 고정점은 길이 1의 순환으로 간주한다.)
(부호 있는) 제1종 스털링 수(영어: (signed) Stirling numbers of the first kind)는 다음과 같다.
{\displaystyle s(n,m)=(-1)^{n-m}\left[{n \atop m}\right]}
부호 없는 제1종 스털링 수의 값은 다음과 같다. (OEIS의 수열 A130534)
| n ＼ m | 0 | 1      | 2       | 3       | 4      | 5      | 6     | 7    | 8   | 9  | 10 |
| ------ | - | ------ | ------- | ------- | ------ | ------ | ----- | ---- | --- | -- | -- |
| 0      | 1 |        |         |         |        |        |       |      |     |    |    |
| 1      | 0 | 1      |         |         |        |        |       |      |     |    |    |
| 2      | 0 | 1      | 1       |         |        |        |       |      |     |    |    |
| 3      | 0 | 2      | 3       | 1       |        |        |       |      |     |    |    |
| 4      | 0 | 6      | 11      | 6       | 1      |        |       |      |     |    |    |
| 5      | 0 | 24     | 50      | 35      | 10     | 1      |       |      |     |    |    |
| 6      | 0 | 120    | 274     | 225     | 85     | 15     | 1     |      |     |    |    |
| 7      | 0 | 720    | 1764    | 1624    | 735    | 175    | 21    | 1    |     |    |    |
| 8      | 0 | 5040   | 13068   | 13132   | 6769   | 1960   | 322   | 28   | 1   |    |    |
| 9      | 0 | 40320  | 109584  | 118124  | 67284  | 22449  | 4536  | 546  | 36  | 1  |    |
| 10     | 0 | 362880 | 1026576 | 1172700 | 723680 | 269325 | 63273 | 9450 | 870 | 45 | 1  |

### 제2종 스털링 수

4개의 원소의 집합의 분할의 개수는 벨 수 개이다. 이 가운데, 분할된 부분집합들의 수가 m개인 경우는 제2종 스털링 수 에 의해 주어진다. 그림에 따라,,,, 이다.

제2종 스털링 수(영어: Stirling numbers of the second kind)는 다음과 같다.
{\displaystyle x^{n}=\sum _{m=0}^{n}\left\{{n \atop m}\right\}x(x-1)\cdots (x-m+1)}
제2종 스털링 수는 {\displaystyle S(n,m)}으로 쓰기도 한다. 중괄호를 쓰는 표기는 도널드 커누스가 도입하였다.
제2종 스털링 수는 n개의 원소의 집합을 m개의 공집합이 아닌 부분집합들로 나누는 방법의 수이다.
제2종 스털링 수의 점화식은 재귀적인 표현으로 나타낼 수 있다.
{\displaystyle S_{n,m}=S_{n-1,m-1}+m\cdot S_{n-1,m}}
제2종 스털링 수의 값은 다음과 같다. (OEIS의 수열 A008277)
| n ＼ m | 0 | 1 | 2   | 3    | 4     | 5     | 6     | 7    | 8   | 9  | 10 |
| ------ | - | - | --- | ---- | ----- | ----- | ----- | ---- | --- | -- | -- |
| 0      | 1 |   |     |      |       |       |       |      |     |    |    |
| 1      | 0 | 1 |     |      |       |       |       |      |     |    |    |
| 2      | 0 | 1 | 1   |      |       |       |       |      |     |    |    |
| 3      | 0 | 1 | 3   | 1    |       |       |       |      |     |    |    |
| 4      | 0 | 1 | 7   | 6    | 1     |       |       |      |     |    |    |
| 5      | 0 | 1 | 15  | 25   | 10    | 1     |       |      |     |    |    |
| 6      | 0 | 1 | 31  | 90   | 65    | 15    | 1     |      |     |    |    |
| 7      | 0 | 1 | 63  | 301  | 350   | 140   | 21    | 1    |     |    |    |
| 8      | 0 | 1 | 127 | 966  | 1701  | 1050  | 266   | 28   | 1   |    |    |
| 9      | 0 | 1 | 255 | 3025 | 7770  | 6951  | 2646  | 462  | 36  | 1  |    |
| 10     | 0 | 1 | 511 | 9330 | 34105 | 42525 | 22827 | 5880 | 750 | 45 | 1  |

## 성질

### 생성함수
스털링 수는 다음과 같은 생성함수를 갖는다.
{\displaystyle \sum _{n=0}^{\infty }\left[{n \atop m}\right]x^{n}/n!={\frac {(-\ln(1-x))^{m}}{m!}}}
{\displaystyle \sum _{n=0}^{\infty }\left\{{n \atop m}\right\}x^{n}/n!={\frac {(\exp(x)-1)^{m}}{m!}}}

### 점화식
스털링 수는 다음과 같은 점화식을 만족시킨다.
{\displaystyle \left[{n+1 \atop m}\right]=n\left[{n \atop m}\right]+\left[{n \atop m-1}\right]}
{\displaystyle \left\{{n+1 \atop m}\right\}=m\left\{{n \atop m}\right\}+\left\{{n \atop m-1}\right\}}

### 합 공식
스털링 삼각형에서 각 열을 더하면 다음과 같다.
{\displaystyle \sum _{m=0}^{n}\left[{n \atop m}\right]=n!}
{\displaystyle \sum _{m=0}^{n}\left\{{n \atop m}\right\}=B_{n}}
여기서 {\displaystyle B_{n}}은 벨 수이다. 이는 {\displaystyle n}개의 원소에 대한 순열의 수가 {\displaystyle n!}이고, {\displaystyle n}개의 원소를 가진 집합의 분할은 벨 수 {\displaystyle B_{n}}이기 때문이다.
또한, 다음과 같은 공식이 존재한다.
{\displaystyle \sum _{p=k}^{n}\left[{n \atop p}\right]{\binom {p}{k}}=\left[{n+1 \atop k+1}\right]}

### 특별한 값
{\displaystyle m>n}이라면 스털링 수는 0으로 정의한다.
{\displaystyle \left[{n \atop m}\right]=\left\{{n \atop m}\right\}=0\qquad (m>n)}
또한, {\displaystyle m=0}인 경우 스털링 수는 크로네커 델타 {\displaystyle \delta _{n,0}}이다.
{\displaystyle \left[{n \atop 0}\right]=\left\{{n \atop 0}\right\}=\delta _{n,0}={\begin{cases}1&n=0\\0&n>0\end{cases}}}
{\displaystyle m=1}인 경우는 다음과 같다.
{\displaystyle \left[{n \atop 1}\right]=(n-1)!\qquad (n\geq 1)}
{\displaystyle \left\{{n \atop 1}\right\}=1\qquad (n\geq 1)}
{\displaystyle m=2}인 경우는 다음과 같다. 여기서 {\displaystyle H_{k}}는 조화수이다.
{\displaystyle \left[{n \atop 2}\right]=(n-1)!H_{n-1}=(n-1)!\sum _{k=1}^{n-1}{\frac {1}{k}}}
{\displaystyle \left\{{n \atop 2}\right\}=2^{n-1}-1}
{\displaystyle m=n}인 경우는 스털링 수는 항상 1이다.
{\displaystyle \left[{n \atop n}\right]=\left\{{n \atop n}\right\}=1\qquad (n\geq 0)}
{\displaystyle m=n-1}인 경우는 다음과 같다.
{\displaystyle \left[{n \atop n-1}\right]=\left\{{n \atop n-1}\right\}={\binom {n}{2}}}
{\displaystyle m=n-2}인 경우는 다음과 같다.
{\displaystyle \left[{n \atop n-2}\right]={\frac {1}{4}}(3n-1){\binom {n}{3}}}
{\displaystyle \left\{{n \atop n-2}\right\}={\frac {3n-5}{4}}{\binom {n}{3}}}

## 역사
제임스 스털링(영어: James Stirling)이 1730년에 《미분법: 무한급수의 합과 보간에 대한 논문》(라틴어: Methodus differentialis, sive tractatus de summatione et interpolatione serierum infinitarum)이라는 책에서 도입하였다. 닐스 닐센(독일어:  Niels Nielsen)이 1965년에 이 수들을 "스털링 수"라고 이름붙였다.

## 같이 보기
- 벨 수
- 12정도